# Curiel de Duero
Curiel de Duero – gmina w Hiszpanii, w prowincji Valladolid, w Kastylii i León, o powierzchni 19,01 km². W 2011 roku gmina liczyła 130 mieszkańców.